# Polnische Badmintonmeisterschaft 1988
Die Polnische Badmintonmeisterschaft 1988 fand vom 25. bis zum 27. Februar 1988 in Krakau statt. Es war die 24. Austragung der Titelkämpfe.

## Medaillengewinner
| Disziplin    | Gold                                                                   | Silber                                                                    | Bronze |
| ------------ | ---------------------------------------------------------------------- | ------------------------------------------------------------------------- | --- |
| Herreneinzel | Jerzy Dołhan (Technik Głubczyce)                                       | Grzegorz Olchowik (Technik Głubczyce)                                     | Marek Bujak (Technik Głubczyce) Jacek Hankiewicz (Kolejarz Katowice)                                                                                   |
| Dameneinzel  | Bożena Siemieniec (Technik Głubczyce)                                  | Bożena Haracz (Technik Głubczyce)                                         | Barbara Zimna (Technik Głubczyce) Zofia Drogomirecka (Technik Głubczyce)                                                                               |
| Herrendoppel | Jerzy Dołhan (Technik Głubczyce) Grzegorz Olchowik (Technik Głubczyce) | Jarosław Bąk (Technik Głubczyce) Marek Bujak (Technik Głubczyce)          | Roman Golinowski (Technik Głubczyce) Andrzej Kołodyński (Technik Głubczyce) Janusz Czerwieniec (Polonez Warszawa) Jacek Hankiewicz (Kolejarz Katowice) |
| Damendoppel  | Bożena Haracz (Technik Głubczyce) Bożena Siemieniec(Technik Głubczyce) | Zofia Drogomirecka (Technik Głubczyce) Marzena Masiuk (Technik Głubczyce) | Katarzyna Krasowska (Technik Głubczyce) Barbara Kulanty (Bolesław Bukowno) Elżbieta Grzybek (Kolejarz Katowice) Karolina Piątek (Stara Wieś Pszczyna)  |
| Mixed        | Jerzy Dołhan (Technik Głubczyce) Bożena Haracz (Technik Głubczyce)     | Jacek Hankiewicz (Kolejarz Katowice) Elżbieta Grzybek (Kolejarz Katowice) | Jarosław Bąk (Technik Głubczyce) Bożena Siemieniec (Technik Głubczyce) Marek Bujak (Technik Głubczyce) Marzena Masiuk (Technik Głubczyce)              |